# 오노촌 (후쿠시마현 이와키군)
오노촌(大野村)은 후쿠시마현 남동부 이와키군에 속했던 촌이다. 현재의 이와키시 북동부에 해당한다.

## 역사
- 1889년 4월 1일 - 정촌제 시행에 의해 11촌이 합병해 이와사키군 오노촌이 성립하였다.
- 1896년 4월 1일 - 군 통합으로 이와키군에 이관되었다.
- 1955년 3월 10일 - 요쓰쿠라정, 오우라촌과 합병해 새로운 요쓰쿠라정이 성립하여, 동일 오노촌이 폐지되었다.

## 교통

### 도로
현재는 조반 자동차도 이와키 요쓰쿠라 나들목에 지나가지만 당시엔 미개통이였다.

## 참고문헌
- 角川日本地名大辞典 7 福島県